# Formación Sanga do Cabral

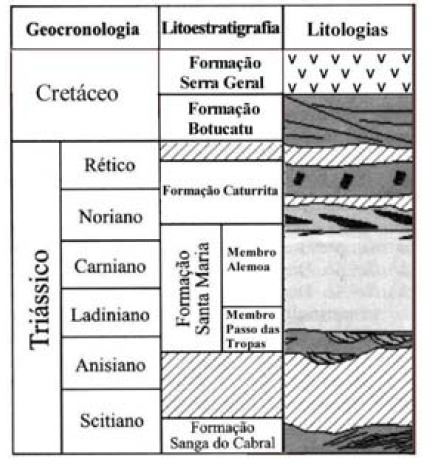
Sanga do Cabral Formation. Source: UFSM.

La formación Sanga do Cabral  es una formación geológica sedimentaria encontrada en Río Grande del Sur, Brasil.
Esta formación rocosa está localizada en el sur del geoparque de Paleorrota. Data de hace 240 millones de años, en el periodo triásico inferior.